# Pitt Meadows
Pitt Meadows é uma cidade localizada no sudoeste da província da Colúmbia Britânica, no Canadá. A cidade é membro do Distrito Regional de Metro Vancouver, sua área de terra é de 85,38 quilômetros quadrados e sua população é de 18,573 habitantes.